# Michelbach (Usingen)
Michelbach ist ein Stadtteil von Usingen im Hochtaunuskreis in Hessen.

## Geographie
Michelbach liegt im östlichen Hintertaunus des Naturpark Taunus in einer Höhenlage von 300 Meter bis 500 Meter über NN. Die höchste Erhebung in der Gemarkung liegt bei einer Höhe von 495 m ü. NN. Umgeben von Mischwäldern liegt das Dorf in einer Talmulde. Durch den Ort verläuft der gleichnamige Bach, der in den höher gelegenen Erhebungen entspringt.
Nachbarorte sind Hundstadt (westlich), Bodenrod (nordöstlich), Maibach (östlich), Wernborn (südöstlich) und Eschbach (südlich).

## Geschichte
Michelbach am äußersten Nordrand des Usinger Beckens wird – wie Eschbach – 1280 zum ersten Mal erwähnt. Im 15. Jahrhundert oder im Dreißigjährigen Krieg dürfte es verwüstet worden sein. 1716 entstand der Ort mit zwölf Ansiedlungsfamilien.
Kirchlich gehört das ehemalige Dörfchen bis heute zu Eschbach und hatte wie dieses Anteil an der Hundstadter Waldmark, besaß aber einen eigenen Jägerhof. Die frühere Volksschule dient heute als Dorfgemeinschaftshaus. 1933 zählte der Ort 145 Einwohner.
Im Zuge der Gebietsreform in Hessen wurde zum 31. Dezember 1971 die bis dahin selbständige Gemeinde Michelbach auf freiwilliger Basis in die Stadt Usingen eingemeindet. Für den Stadtteil Kransberg wurde, wie für die anderen eingemeindeten ehemals eigenständigen Gemeinden, ein Ortsbezirk  eingerichtet.

## Politik
Für Michelbach besteht ein Ortsbezirk (Gebiete der ehemaligen Gemeinde Michelbach) mit Ortsbeirat und Ortsvorsteher nach der Hessischen Gemeindeordnung.
Der Ortsbeirat besteht aus drei Mitgliedern. Bei den Kommunalwahlen in Hessen 2021 betrug die Wahlbeteiligung zum Ortsbeirat 64,15 %. Dabei wurden gewählt: ein Mitglied der CDU und zwei Mitglieder der „Unabhängigen Wählergemeinschaft Michelbach (UWM)“. Der Ortsbeirat wählte Stefan Göldner (UWM) zum Ortsvorsteher.

## Infrastruktur

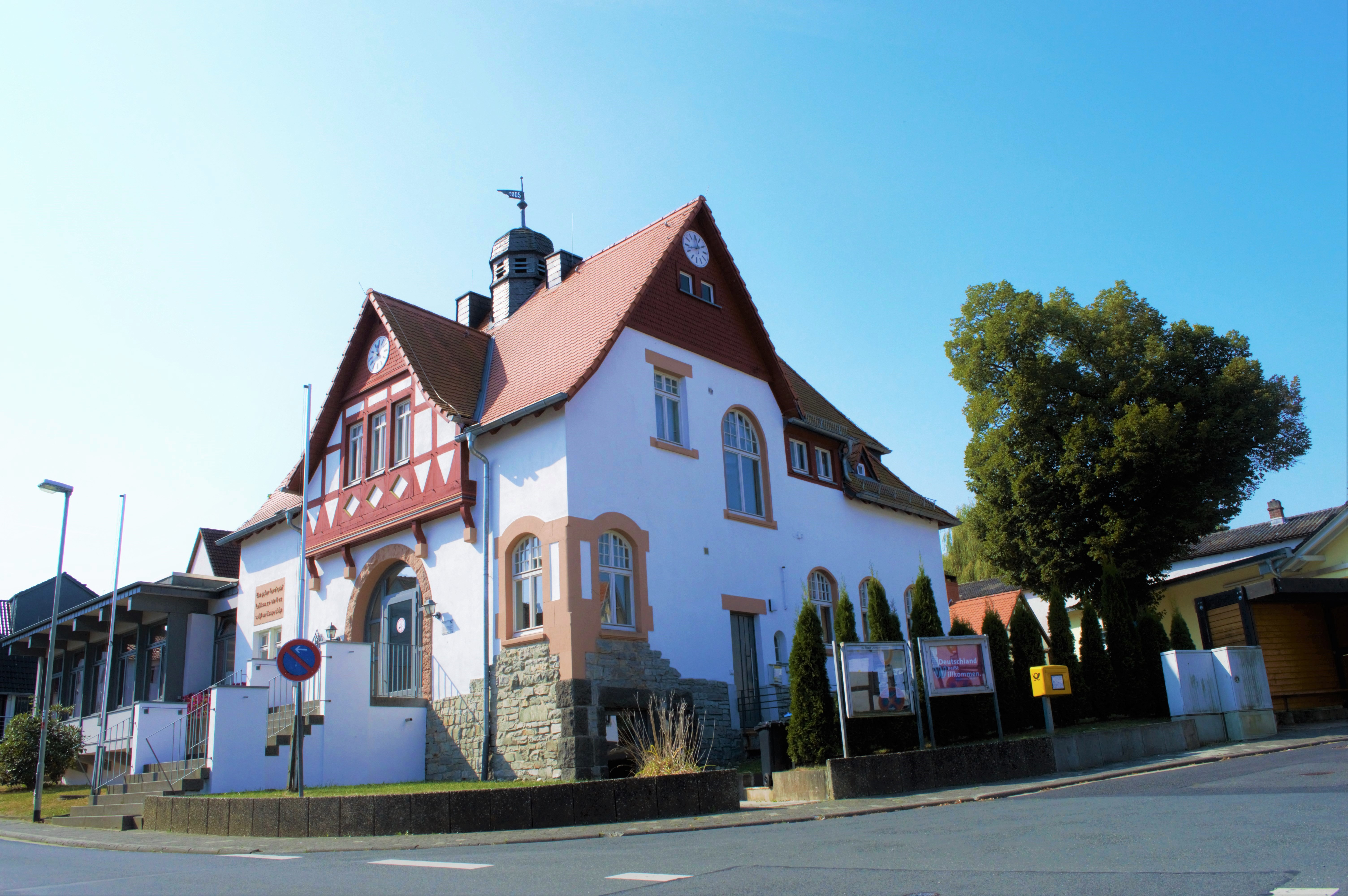
Alte Schule

In der Dorfmitte liegt die alte Schule. Diese wurde 1905 erbaut und bot Platz für eine Klasse sowie eine Lehrerwohnung. Heute gehen die Kinder auf die Buchfinkenschule in Eschbach und die Alte Schule wird als Dorfgemeinschaftshaus genutzt. Hierzu wurde ein Anbau an der linken Seite errichtet. Hinter der Alten Schule befindet sich das 1825 erbaute Backhaus. Zu besonderen Anlässen wird es heute noch für diesen Zweck genutzt. Das Ensemble wird durch das Feuerwehrhaus der Freiwilligen Feuerwehr abgerundet.